# Dichelonyx diluta
Dichelonyx diluta är en skalbaggsart som beskrevs av Henry Clinton Fall 1901. Dichelonyx diluta ingår i släktet Dichelonyx och familjen Melolonthidae. Inga underarter finns listade i Catalogue of Life.